# 리구이민
리구이민(중국어 정체자: 李貴敏, 병음: Lî Gùimîn, 한자음: 이귀민,  1959년 12월 11일~)은 중화민국의 정치인으로 제10대 입법위원이다. 